# Пијескови (Добој)
Пијескови су градско насеље у граду Добој у Република Српска, Босна и Херцеговина.

## Територијални положај и историја насеља
Пијескови су градско насеље које се налази у граду Добој у Република Српска, Босна и Херцеговина. Територија насеља налази се у сјевероисточном дијелу територије града и оивичена је улицама Војводе Мишића и Николе Пашића на западу, Колубарска (једним дијелом) на југу, Солунских добровољаца и магистралним путем М-17 на истоку, те Стефана Првовенчаног на сјеверу. На западу се граничи са градским насељима Стари град и Доњи град, на југу са Лукама, на истоку са ријеком Босна (река), на сјеверу са Старим градом и почетком градскон насеља Баре.
Колубарска улица је централна, али се улица Солунских добровољаца сматра главном јер се правцем запад-исток пружа кроз централни дио блоковског дијела насеља.
Насеље је добило назив по пјешчаним наносима и наслагама које су се налазиле на теријторији насеља, као остатак повлачења ријеке Босне у данашње корито.
О самом настанку насеља нема поузданих писаних извора. Сви подаци који постоје се углавном преносе усменим путем од најстаријих житеља насеља, те од оних истинских добојских локал патриота који чувају усмена предања. С тим у вези сматра се да се за оснивање насеља може узети крај 20-тих година прошлог вијека, још за вријеме проласка старе, ускотрачне пруге и изградњом жељезничке станице, која је и данас присутна ту, и чини стамбени дио стадиона „15.април”. Кроз западни дио насеља је пролазила пруга, а у комплексу борачких зграда се налази водени торањ који су локомотиве користиле. Поред пруге су никле прве куће од којих су неке и данас дан присутне. Модерна ера насеља почиње са исушивањем територије на којем су изграђени блокови, изградњом магистралног пута М-17 који је уједно и насип на ријеци Босни, а то је период краја 70-тих и почетак 80-тих година прошлог вијека.

## Територијално уређење и изглед насеља
Пијескови спадају у једно од већих градских насеља и сигурно међу урбанијим насељима. Пружајући се правцем запад-исток улица Солунских добровољаца сијече насеље на сјеверни и јужни дио.
Сјеверни дио насеља чине три блока зграда у централном и источном дијелу, фудбалски стадион „15. април” и помоћни стадион ФК Жељезничар Добој у западном дијелу, Институт саобраћајног факултета Универзитет у Источном Сарајеву и тржни центар Беламионикс у сјеверном дијелу, парк у централном и јужном дијелу.
Јужни дио насеља је доста већи од сјеверног и чине га три блока зграда, парк и баскет терен „Огњен Кузмић” и засебан кварт кућа у сјеверном дијелу. У централном дијелу се налази зграда Електропреноса Босне и Херцеговине, кварт од неколико кућа и занатских радњи (махом ауто праонице и вулканизери), ауто-полигон Жандармерија (Република Српска), и неколико бензинских пумпи. Јужни дио у потпуности чине комплекси стадиона и помоћних терена „Луке” ФК Слога Добој.
Насеље је скоро правилног облика (правоугаоник), а правац пружања је сјевер-југ. Карактерише га блоковска градња и зграде „Карингтонке” . Једно је од најзеленијих насеља, са највећим бројем паркинг мјеста, занатских простора и простора за дјечје играње.